# Ramon Noguer i Comet
Ramon Noguer i Comet (Figueres, Alt Empordà 1886 - Barcelona, 12 de setembre de 1969) fou un advocat i polític català d'ideologia republicana.

## Biografia
Era redactor del diari El Poble Català, i fou membre primer del Centre Nacionalista Republicà i després de la UFNR i col·laborà alhora en diferents publicacions de caràcter polític i cultural, com Llibertat! (1909), Revista de Catalunya (1912) i Pàtria (1914). Era contrari a pactar amb Alejandro Lerroux, i quan se signà el Pacte de Sant Gervasi de 1914 formà part del Bloc Republicà Autonomista (1915) i després secretari general del Partit Republicà Català (1917). Fou redactor de La Lucha el 1916-1919 i col·laborà amb Antoni Rovira i Virgili a La Nau des del 1927.
Malgrat la seva gran amistat personal amb Francesc Layret, s'oposà el 1919 a la proposta d'adhesió del Partit Republicà Català a la Tercera Internacional. El 1919 col·laborà a La Publicitat i fou elegit diputat provincial per Figueres (1921) i membre de l'Assemblea de la Mancomunitat de Catalunya fins al 1924. Fou un advocat laboralista de gran prestigi i defensà sovint els membres del CADCI.
Un cop es proclamà la Segona República Espanyola, participà en l'elaboració del programa d'Esquerra Republicana de Catalunya, i del 1931 al 1933 fou governador civil de Tarragona.
| «                                                                                            | Per això em permeto dirigir-me a tots els senyors caps o dirigents de las mencionades oficines o dependències d'aquesta encara Província, a fi i efecte que es serveixin de donar les oportunes ordres per què en els dies que posin a les seves façanes la bandera representativa del gloriós Estat republicà, facin onejar també al seu costat, la no menys estimada i no menys digna de respecte en la qual els fills d'aquesta terra la veiem simbolitzada. | » |
| — Ramon Noguer i Comet, en una circular anomenada "La bandera catalana als centres oficials" | |   |